# Кораблёвка
 Кораблёвка  — деревня в городском округе Серебряные Пруды Московской области.

## География
Находится в южной части Московской области на расстоянии приблизительно 6 км на юг-юго-восток по прямой от окружного центра поселка Серебряные Пруды.

## История
Известна с 1795 года, когда в ней было 2 двора. В середине XIX века принадлежала помещику Селиванову. В 1905 — 15 дворов, в 1974 — 20. В период 2006—2015 годов входила в состав Успенского сельского поселения Серебряно-Прудского района.

## Население
Постоянное население составляло 19 человек (1795), 58 (1858), 98 (1885), 18 (1905), 36 (1974), 7 в 2002 году (русские 86 %), 12 в 2010.